# Mohamed Abicha
Mohamed Abicha (Arabisch: محمد عبيشة) (Fez, 16 januari 1980) is een Marokkaans beachvolleyballer. Met Zouheir Elgraoui werd hij drie keer Afrikaans kampioen en won hij een zilveren medaille bij de Afrikaanse Spelen. Daarnaast nam hij eenmaal deel aan de Olympische Spelen.

## Carrière
Abicha nam in 2004 en 2006 deel aan twee beachvolleybaltoernooien die door de wereldvolleybalbond in Casablanca werden georgansieerd. In 2011 speelde hij in Agadir zijn eerste wedstrijd in de FIVB World Tour. Vanaf 2017 vormt hij een team met Zouheir Elgraoui. Het eerste jaar behaalden ze een vierde plaats bij de World Tour in Agadir, wonnen ze in Maputo de Afrikaanse kampioenschappen en namen ze deel aan de wereldkampioenschappen in Wenen. In 2019 verdedigde het duo in Abuja hun titel tegen de Rwandezen Patrick Kavalo en Olivier Ntagengwa en won het de zilveren medaille bij de Afrikaanse Spelen in Rabat achter het Gambiaanse tweetal Sainey Jawo en Mbye Babou Jarra. Bovendien behaalden ze het brons bij de Afrikaanse Strandspelen in Salé. Bij de WK in Hamburg strandde het tweetal na drie nederlagen in de groepsfase. In de nationale competitie boekten ze verder zeven overwinningen. Via het continentale kwalificatietoernooi plaatsten Abicha en Elgraoui zich in 2021 voor de Olympische Spelen in Tokio. Daar was de groepsfase na drie nederlagen het eindstation. Het jaar daarop eindigde het duo als negende bij het Challenge-toernooi van Agadir in de Beach Pro Tour – de opvolger van de World Tour. Bovendien werden ze voor de derde keer op rij Afrikaans kampioen door de Mozambikanen Ainadino Martinho en Jorge Monjane in de finale te verslaan. In de binnenlandse competitie waren ze verder goed voor zeven overwinningen. Daarnaast nam Abicha met Soufiane El Gharouti deel aan de WK in Rome; na drie nederlagen eindigden ze als laatste in de groep.

## Palmares
Kampioenschappen
- 2017:  Afrikaanse kampioenschappen
- 2019:  Afrikaanse kampioenschappen
- 2019:  Afrikaanse Strandspelen
- 2019:  Afrikaanse Spelen
- 2022:  Afrikaanse kampioenschappen